# Dropkick Murphys' diskografi
Det amerikanske keltiske punkband Dropkick Murphys' diskografi består af 11 studiealbummer, tre livealbummer, tre opsamlingsalbummer, 16 EP'er, 30 singler og 38 musikvideoer.

## Album

### Studiealbummer
| Do or Die                                                          | - Udgivet: January 27, 1998 - Pladeselskab: Hellcat - Formater: CD, LP, digital download               | —   | —  | —  | —  | —  | —  | —  | —  | —  | —   |              |
| The Gang's All Here                                                | - Udgivet: March 9, 1999 - Pladeselskab: Hellcat - Formater: CD, LP, digital download                  | 184 | —  | —  | —  | —  | —  | —  | —  | —  | —   |              |
| Sing Loud, Sing Proud!                                             | - Udgivet: February 6, 2001 - Pladeselskab: Hellcat - Formater: CD, LP, digital download               | 144 | —  | —  | —  | 37 | —  | —  | 64 | —  | —   |              |
| Blackout                                                           | - Udgivet: June 10, 2003 - Pladeselskab: Hellcat - Formater: CD, LP, digital download                  | 83  | —  | —  | —  | —  | —  | —  | 64 | —  | —   |              |
| The Warrior's Code                                                 | - Udgivet: June 21, 2005 - Pladeselskab: Hellcat - Formater: CD, LP, digital download                  | 48  | 80 | —  | 59 | —  | 51 | —  | 76 | 33 | —   | - RIAA: Guld |
| The Meanest of Times                                               | - Udgivet: September 18, 2007 - Pladeselskab: Born & Bred - Formater: CD, LP, digital download         | 20  | 85 | 72 | 92 | —  | 38 | 98 | 76 | 18 | 165 |              |
| Going Out in Style                                                 | - Udgivet: March 1, 2011 - Pladeselskab: Born & Bred - Formater: CD, LP, digital download              | 6   | 26 | 33 | 45 | 45 | 19 | 54 | 50 | 18 | 85  |              |
| Signed and Sealed in Blood                                         | - Udgivet: January 8, 2013 - Pladeselskab: Born & Bred - Formater: CD, LP, digital download            | 9   | 23 | 9  | 30 | 22 | 5  | —  | 65 | 4  | 88  |              |
| 11 Short Stories of Pain & Glory                                   | - Udgivet: January 6, 2017 - Pladeselskab: Born & Bred - Format: CD, LP, digital download              | 8   | 15 | 4  | 22 | —  | 3  | —  | 36 | 24 | 68  |              |
| Turn Up That Dial                                                  | - Udgivet: April 30, 2021 - Pladeselskab: Born & Bred - Format: CD, LP, digital download               | 74  | 92 | 9  | 44 | —  | 4  | —  | 51 | 55 | —   |              |
| This Machine Still Kills Fascists                                  | - Udgivet: September 30, 2022 - Pladeselskab: Dummy Luck - Formats CD, LP, digital download, streaming | —   | —  | —  | 77 | —  | 24 | —  | —  | —  | —   |              |
| "—" nåede ikke hitlisterne eller blev ikke udgivet i dette område. | |     |    |    |    |    |    |    |    |    |     |              |

### EP'er
| Boys on the Docks                                                  | - Udgivet: July 7, 1997 - Pladeselskab: Cyclone - Formater: CD                          | —  |
| Tessie                                                             | - Udgivet: August 24, 2004 - Pladeselskab: Hellcat - Formater: CD, LP, digital download | 22 |
| Rose Tattoo: For Boston Charity EP                                 | - Udgivet: May 15, 2013 - Pladeselskab: Born & Bred - Formater: Digital download        | —  |
| "—" nåede ikke hitlisterne eller blev ikke udgivet i dette område. |                                                                                         |    |

### Livealbummer
| Live on St. Patrick's Day                                          | - Udgivet: September 10, 2002 - Pladeselskab: Hellcat - Formater: CD | 155 | — | 8 | — | 43 | —  | 56 | —  |
| Live on Lansdowne, Boston MA                                       | - Udgivet: March 16, 2010 - Pladeselskab: Born & Bred - Formater: CD | 25  | 6 | 2 | 8 | 89 | 91 | —  | 38 |
| Live at Fenway                                                     | - Udgivet: 2012 - Pladeselskab: Born & Bred - Formater: LP, CD       | —   | — | — | — | —  | —  | —  | —  |
| "—" nåede ikke hitlisterne eller blev ikke udgivet i dette område. |                                                                      |     |   |   |   |    |    |    |    |

### Opsamlingsalbummer
| Titel                                                              | Albumdetaljer                                                       | Højeste hitlisteplacering |
| Titel                                                              | Albumdetaljer                                                       | US Ind.                   |
| ------------------------------------------------------------------ | ------------------------------------------------------------------- | ------------------------- |
| The Early Years                                                    | - Udgivet: 1998 - Pladeselskab: Sidekicks Records - Formater: CD    | —                         |
| The Singles Collection, Volume 1                                   | - Udgivet: May 23, 2000 - Pladeselskab: Hellcat - Formater: CD      | —                         |
| Singles Collection, Volume 2                                       | - Udgivet: March 8, 2005 - Pladeselskab: Hellcat - Formater: CD, LP | 26                        |
| "—" nåede ikke hitlisterne eller blev ikke udgivet i dette område. |                                                                     |                           |

## Splitrelease/andre (7", 10")
| Dropkick Murphys / Ducky Boys (with The Ducky Boys)                             | - Udgivet: 1996 - Pladeselskab: Flat - Formater: 7"                  | — |
| TKO Records Presents: The 1998 Street Punk Title Bout (versus Anti-Heros)       | - Udgivet: 1997 - Pladeselskab: TKO - Formater: 7"                   | — |
| Tattoos and Scally Caps                                                         | - Udgivet: February 1997 - Pladeselskab: GMM - Formater: 7"          | — |
| Fire and Brimstone                                                              | - Udgivet: March 28, 1997 - Pladeselskab: Cyclone - Formater: 7"     | — |
| The Bruisers / Dropkick Murphys (with The Bruisers)                             | - Udgivet: September 1997 - Pladeselskab: Pogostick - Formater: 7"   | — |
| German Lager vs. Irish Stout (with Oxymoron)                                    | - Udgivet: July 7, 1998 - Pladeselskab: Flat - Formater: 7"          | — |
| Curse Of A Fallen Soul                                                          | - Udgivet: July 7, 1998 - Pladeselskab: Flat - Formater: 7"          | — |
| Mob Mentality (with The Business)                                               | - Udgivet: 1999 - Pladeselskab: Taang! - Formater: 7"                | — |
| Unity (with Agnostic Front)                                                     | - Udgivet: December 1999 - Pladeselskab: Flat - Formater: 7"         | — |
| Live on a Five                                                                  | - Udgivet: 2000 - Pladeselskab: Headache - Formater: 5"              | — |
| This Is the East Coast (...Not L.A.) (with H2O)                                 | - Udgivet: 2000 - Formater: 10"                                      | — |
| Back on the Streets (with A Poor Excuse, Slang and Tom and the Bootboys)        | - Udgivet: August 1, 2000 - Pladeselskab: - Formater: 10"            | — |
| Face to Face vs. Dropkick Murphys (versus Face to Face)                         | - Udgivet: 2002 - Pladeselskab: Vagrant - Formater: CD               | — |
| Back to the Hub                                                                 | - Udgivet: 2003 - Pladeselskab: Bacon Sandwich - Formater: 7"        | — |
| Fat City Presents...One For the Ages! (with The Vandals)                        | - Udgivet: 2003 - Pladeselskab: Fat City, Combat Zone - Formater: 7" | — |
| Time to Go (Boston Bruins promo)                                                | - Udgivet: 2003 - Pladeselskab: n/a - Formater: CD                   | — |
| Fields of Athenry: Andrew Farrar Memorial                                       | - Udgivet: 2005 - Pladeselskab: n/a - Formater: CD                   | — |
| "—" denotes releases that did not chart or were not released in that territory. |                                                                      |   |

## Singler
| Titel                                                                     | Year | Højeste hitlisteplacering | Højeste hitlisteplacering | Højeste hitlisteplacering | Højeste hitlisteplacering | Højeste hitlisteplacering | Højeste hitlisteplacering | Højeste hitlisteplacering | Højeste hitlisteplacering | Certificeringer  | Album                              |
| Titel                                                                     | Year | US                        | US Alt.                   | US Rock                   | AUS                       | FRA                       | IRL                       | SWI                       | UK                        | Certificeringer  | Album                              |
| ------------------------------------------------------------------------- | ---- | ------------------------- | ------------------------- | ------------------------- | ------------------------- | ------------------------- | ------------------------- | ------------------------- | ------------------------- | ---------------- | ---------------------------------- |
| "10 Years of Service"                                                     | 1999 | —                         | —                         | —                         | —                         | —                         | —                         | —                         | —                         |                  | The Gang's All Here                |
| "Good Rats"                                                               | 2000 | —                         | —                         | —                         | —                         | —                         | —                         | —                         | —                         |                  | Sing Loud, Sing Proud!             |
| "The Wild Rover"                                                          | 2002 | —                         | —                         | —                         | —                         | —                         | —                         | —                         | —                         |                  | Sing Loud, Sing Proud!             |
| "Walk Away"                                                               | 2003 | —                         | —                         | —                         | —                         | —                         | —                         | —                         | 84                        |                  | Blackout                           |
| "The Dirty Glass"                                                         | 2003 | —                         | —                         | —                         | —                         | —                         | —                         | —                         | —                         |                  | Blackout                           |
| "Fields of Athenry"                                                       | 2004 | —                         | —                         | —                         | —                         | —                         | —                         | —                         | 85                        |                  | Blackout                           |
| "Sunshine Highway"                                                        | 2005 | —                         | —                         | —                         | —                         | —                         | —                         | —                         | —                         |                  | The Warrior's Code                 |
| "The Warrior's Code"                                                      | 2005 | —                         | —                         | —                         | —                         | —                         | —                         | —                         | —                         |                  | The Warrior's Code                 |
| "I'm Shipping Up to Boston"                                               | 2006 | 101                       | —[A]                      | —[B]                      | —                         | 174                       | 54                        | 45                        | —                         | - RIAA: Platinum | The Warrior's Code                 |
| "The State of Massachusetts"                                              | 2008 | 101                       | —                         | 14                        | —                         | —                         | —                         | —                         | —                         |                  | The Meanest of Times               |
| "Surrender"                                                               | 2008 | —                         | —                         | —                         | —                         | —                         | —                         | —                         | —                         |                  | The Meanest of Times               |
| "Johnny I Hardly Knew Ya"                                                 | 2008 | —                         | —                         | —                         | —                         | —                         | —                         | —                         | —                         |                  | The Meanest of Times               |
| "The Chosen Few"                                                          | 2008 | —                         | —                         | —                         | —                         | —                         | —                         | —                         | —                         |                  | Non-album single                   |
| "Going Out in Style"                                                      | 2011 | —                         | —                         | —[C]                      | —                         | —                         | —                         | —                         | —                         |                  | Going Out in Style                 |
| "Memorial Day"                                                            | 2011 | —                         | —                         | —                         | —                         | —                         | —                         | —                         | —                         |                  | Going Out in Style                 |
| "Sunday Hardcore Matinee"                                                 | 2012 | —                         | —                         | —                         | —                         | —                         | —                         | —                         | —                         |                  | Live at Fenway                     |
| "Rose Tattoo"                                                             | 2012 | —                         | —                         | —                         | —                         | —                         | —                         | —                         | —                         |                  | Signed and Sealed in Blood         |
| "The Season's Upon Us"                                                    | 2012 | —                         | 28                        | 23                        | 69                        | —                         | —                         | —                         | —                         |                  | Signed and Sealed in Blood         |
| "The Boys Are Back"                                                       | 2012 | —                         | —                         | —                         | —                         | —                         | —                         | —                         | —                         |                  | Signed and Sealed in Blood         |
| "Rose Tattoo" (featuring Bruce Springsteen)                               | 2013 | —                         | —[D]                      | 25                        | —                         | —                         | —                         | —                         | —                         |                  | Rose Tattoo: For Boston Charity EP |
| "Out of Our Heads"                                                        | 2013 | —                         | —                         | —                         | —                         | —                         | —                         | —                         | —                         |                  | Signed and Sealed in Blood         |
| "Blood"                                                                   | 2016 | —                         | —                         | —                         | —                         | —                         | —                         | —                         | —                         |                  | 11 Short Stories of Pain & Glory   |
| "You'll Never Walk Alone"                                                 | 2016 | —                         | —                         | —                         | —                         | —                         | —                         | —                         | —                         |                  | 11 Short Stories of Pain & Glory   |
| "Paying My Way"                                                           | 2016 | —                         | —[E]                      | —                         | —                         | —                         | —                         | —                         | —                         |                  | 11 Short Stories of Pain & Glory   |
| "Mick Jones Nicked My Pudding"[F]                                         | 2020 | —                         | —                         | —                         | —                         | —                         | —                         | —                         | —                         |                  | Turn Up That Dial                  |
| "Middle Finger"                                                           | 2021 | —                         | —                         | —                         | —                         | —                         | —                         | —                         | —                         |                  | Turn Up That Dial                  |
| "Queen of Suffolk County"                                                 | 2021 | —                         | —                         | —                         | —                         | —                         | —                         | —                         | —                         |                  | Turn Up That Dial                  |
| "Two 6’s Upside Down"                                                     | 2022 | —                         | —                         | —                         | —                         | —                         | —                         | —                         | —                         |                  | This Machine Still Kills Fascists  |
| "Ten Times More"                                                          | 2022 | —                         | —                         | —                         | —                         | —                         | —                         | —                         | —                         |                  | This Machine Still Kills Fascists  |
| "All You Fonies"                                                          | 2022 | —                         | —                         | —                         | —                         | —                         | —                         | —                         | —                         |                  | This Machine Still Kills Fascists  |
| "The Last One" (featuring Evan Felker)                                    | 2022 | —                         | —                         | —                         | —                         | —                         | —                         | —                         | —                         |                  | This Machine Still Kills Fascists  |
| "—" Nåede ikke ind på hitlisterne eller blev ikke udgivet i dette område. |      |                           |                           |                           |                           |                           |                           |                           |                           |                  |                                    |

## Andre optrædener
- I've Got My Friends-Boston/San Francisco Split CD (1996) – Includes "Get Up" and "Skinhead On The MBTA" (original version).
- Runt of the Litter, Vol. 2 (1996) – Includes "In The Streets of Boston (live June 29, 1996 @ TT the Bears)"
- Oi! Skampilation Vol. 3 (1997) – Includes "Road of the Righteous" and "3rd Man In" (both live)
- Give 'Em the Boot (1997) – Includes "Barroom Hero (original version)"
- Vans Off the Wall Sampler (1998) – Includes "Road of the Righteous"
- Give 'Em the Boot II (1999) – Includes "The Gang's All Here"
- Vans Off the Wall Sampler (1999) – Includes "Boston Asphalt"
- Punk Rock Jukebox Vol. 3 (1999) – Includes "Vengeance"
- Built for Speed – A Motorhead Tribute (1999) – Includes "Rock and Roll"
- Punch Drunk (1999) – Includes "You're a Rebel"
- Boston Drops The Gloves: A Tribute to Slapshot (1999) – Includes "I've Had Enough"
- The Sopranos (1999) - Uses "Cadence to Arms" in an episode
- Punch Drunk Vol. 2 (2000) – Includes "Soundtrack to a Killing Spree"
- A Worldwide Tribute to Oi (2000) – Includes "Hey Little Rich Boy" and "Never Again"
- Back on the Streets – Japanese/American Punk Unity (2000) – Includes "Halloween" and "Soundtrack to a Killing Spree"
- Dave Mirra Freestyle BMX (2000) – Uses "Never Alone" on video game soundtrack
- Punk-O-Rama Vol. 5 (2000) – Includes "Good Rats (original version)"
- Punk-O-Rama Vol. 6 (2001) – Includes "The Gauntlet"
- A Tribute to Cock Sparrer (2001) – Includes "Working"
- Give 'Em the Boot III (2002) – Includes "The Legend of Finn McCummhail"
- Punk-O-Rama Vol. 7 (2002) – Includes "Heroes from Our Past"
- Atticus: Dragging the Lake, Vol. 2 (2003) – Includes "Fields of Athenry"
- Punk-O-Rama Vol. 8 (2003) – Includes "Gonna Be a Blackout Tonight"
- 2003 Warped Tour Compilation (2003) – Includes "Walk Away"
- The O.C. (2003) - Uses "Walk Away" in an episode
- Backyard Wrestling: Don't Try This at Home (2003) - Uses "This is Your Life" on video game soundtrack
- Late Night with Conan O'Brien (2003) - Band performance of "Walk Away"
- Tony Hawk's Underground soundtrack (2003) – Includes "Time To Go"
- Give 'Em the Boot IV (2004) – Includes "I'm Shipping Up to Boston (original version)"
- Rock Against Bush, Vol. 2 (2004) – Includes "We Got the Power"
- Punk-O-Rama Vol. 9 (2004) – Includes "The Dirty Glass" (Blackout version)
- Punk-O-Rama Vol. 10 (2005) – Includes "The Warrior's Code"
- MVP Baseball 2005 soundtrack (2005) – Includes "Tessie"
- Fever Pitch soundtrack (2005) – Includes "Tessie"
- Tony Hawk's American Wasteland soundtrack (2005) – Includes "Who is Who"
- 2005 Warped Tour Compilation (2005) – Includes "Sunshine Highway"
- The Shield (2005) – Uses "Amazing Grace" in an episode
- Jimmy Kimmel Live! (2005) – Band performance of "The Dirty Glass"
- Give 'Em the Boot V (2006) – Includes "Warriors Code"
- Whiskey in the Jar: Essential Irish Drinking Songs and Sing Alongs (2006) – Includes "Fields of Athenry", "The Wild Rover", and "The Dirty Glass" (Blackout version)
- The Departed soundtrack (2006) – Includes "I'm Shipping Up to Boston"
- Late Night with David Letterman (2006) – Band performance of "I'm Shipping Up to Boston"
- Give 'Em the Boot VI (2007) – Includes "Citizen C.I.A."
- Lobster Wars (2007) – Uses "I'm Shipping Up to Boston" as its theme song
- The Simpsons (2008) – Uses "I'm Shipping Up to Boston" in an episode
- Sons of Anarchy (2008) – Uses "Johnny I Hardly Knew Ya" in an episode
- Late Show with David Letterman (2008) – Band performance of "The State of Massachusetts"
- Monkfish (2008) – Band appearance
- Let Them Know: The Story of Youth Brigade and BYO Records (2009) – "Fight To Unite"
- The Green Fields of France (short film) (2009) – Bruger "The Green Fields of France" i filmen
- Nitro Circus (2009) – Bruger"The State of Massachusetts" i to episoder
- Late Late Show with Craig Ferguson (2009) – Band performance of "(F)lannigan's Ball"
- Untitled 21: A Juvenile Tribute to the Swingin' Utters (2010) – "Strongman"
- The Fighter (2010) – Uses "The Warrior's Code" in the film
- NHL 11 soundtrack (2010) – Includes "I'm Shipping up to Boston (Live)"
- Restrepo (2010) – Uses "Barroom Hero" in the movie's credits
- 2010 NHL Winter Classic (2010) – Band performance of "I'm Shipping Up to Boston"
- Conan (2011) – Band performance of "Going Out in Style"
- NHL 12 soundtrack (2011) – Includes "Hang 'Em High"
- Big Evening Buzz (2012) – Band performance
- Battleship (2012) – Uses "Hang 'Em High" in the film
- Drink 'Em Dry (documentary) (2012) – Uses "Boys on the Docks" in the film
- Respect Your Roots Worldwide (2012) – Includes "Badlands"
- VH1's Big Morning Buzz (2012) – Band performance of "The Season's Upon Us"
- Today (2013) – Band performance of "Rose Tattoo" (minus Barr and Wallace)
- Boston's Finest (2013) – Uses "Out of Our Heads" as the theme song for the Boston-based police reality show
- Late Night With David Letterman (2013) – Band performance of "Out of Our Heads"
- Captain Morgan (2013) – "The Prisoner's Song" appears in commercial for the Rum
- Conan (2013) – Band performance of "The Prisoner's Song"
- NHL 14 (2013) – Includes "The Boys Are Back"
- Patriots Day (2016) - Uses "Forever (2007 version)" during the film's closing credits
- The Walking Dead (2017) - Uses "Prisoner's Song" in the season 8 Comic-Con trailer
- NHL 22 (2021) - Inkluderer"Good as Gold"[55]

## Videoalbummer
| Titel                                 | Albumdetaljer                                                            |
| ------------------------------------- | ------------------------------------------------------------------------ |
| On the Road with the Dropkick Murphys | - Udgivet: March 9, 2004 - Pladeselskab: Epitaph, WEA - Formater: DVD    |
| Give 'Em the Boot                     | - Udgivet: October 31, 2005 - Pladeselskab: Epitaph, WEA - Formater: DVD |

## Musikvideoer
| Titel                                  | År   | Instruktør                   |
| -------------------------------------- | ---- | ---------------------------- |
| "Barroom Hero"                         | 1998 | N/A                          |
| "10 Years of Service"                  | 1999 | N/A                          |
| "The Gauntlet"                         | 2001 | N/A                          |
| "The Spicy McHaggis Jig"               | 2001 | N/A                          |
| "The Wild Rover"                       | 2002 | N/A                          |
| "Gonna Be a Blackout Tonight"          | 2003 | N/A                          |
| "Walk Away"                            | 2003 | Zachary Merck                |
| "Tessie"                               | 2004 | N/A                          |
| "Sunshine Highway"                     | 2005 | Zachary Merck                |
| "The Warrior's Code"                   | 2005 | N/A                          |
| "I'm Shipping Up to Boston"            | 2006 | Mark Higgins                 |
| "The State of Massachusetts"           | 2007 | Marc Colucci                 |
| "(F)lannigan's Ball"                   | 2007 | N/A                          |
| "Tomorrow's Industry"                  | 2008 | N/A                          |
| "Johnny, I Hardly Knew Ya"             | 2008 | Mark Higgins                 |
| "I'm Shipping Up to Boston" (live)     | 2010 | Torey Champagne              |
| "Going Out in Style"                   | 2011 | N/A                          |
| "Memorial Day"                         | 2011 | Michael Gill                 |
| "Rose Tattoo"                          | 2012 | N/A                          |
| "The Season's Upon Us"                 | 2012 | Garrett Warren               |
| "The Boys Are Back"                    | 2013 | Mark Higgins                 |
| "Out of Our Heads"                     | 2013 | N/A                          |
| "Blood"                                | 2016 | Chris Curtis                 |
| "Paying My Way"                        | 2017 | N/A                          |
| "Until the Next Time"                  | 2017 | Gregory Nolan                |
| "Smash Shit Up"                        | 2020 | Chris Friend / Vision Friend |
| "Mick Jones Nicked My Pudding"         | 2020 | Kes Glozier, Adam Murphy     |
| "I Wish You Were Here"                 | 2020 | N/A                          |
| "Middle Finger"                        | 2021 | Kes Glozier                  |
| "Queen of Suffolk County"              | 2021 | Mark Higgins                 |
| "L-EE-B-O-Y"                           | 2021 | Adam Murphy                  |
| "H.B.D.M.F."                           | 2021 | Dave Stauble, Tim Dennesen   |
| "Good as Gold"                         | 2021 | Dave Stauble                 |
| "We Shall Overcome"                    | 2022 | Shawn Howard                 |
| "Two 6's Upside Down"                  | 2022 | Dave Stauble                 |
| "Ten Times More"                       | 2022 | Dave Stauble                 |
| "All You Fonies"                       | 2022 | Dave Stauble                 |
| "The Last One" (featuring Evan Felker) | 2022 | Dave Stauble                 |

### Hyldester
- Ex-USSR Tribute to Dropkick Murphys
- Famous For Nothing: A Tribute To Dropkick Murphys